# Aquilegia kitaibelii
Aquilegia kitaibelii är en ranunkelväxtart som beskrevs av Heinrich Wilhelm Schott. Aquilegia kitaibelii ingår i släktet aklejor, och familjen ranunkelväxter. Inga underarter finns listade i Catalogue of Life.